# Copa Libertadores féminine 2021
Navigation
Édition précédente Édition suivante
La Copa Libertadores féminine 2021 est la 13e édition de la Copa Libertadores féminine, une compétition inter-clubs sud-américaine de football féminin organisée par la Confédération sud-américaine de football (CONMEBOL). Elle se déroule du  3 novembre au 21 novembre 2021 au Paraguay (la finale se déroulant au stade Centenario de Montevideo en Uruguay), et oppose seize clubs des différents championnats sud-américains de la saison précédente. Les Brésiliennes de Ferroviária défendent leur titre.
La compétition est remportée par les Brésiliennes du Corinthians, qui s'imposent en finale face aux Colombiennes de l'Independiente Santa Fe sur le score de 2 buts à 0.

## Format
La compétition débute par une phase de groupes où les 16 équipes sont réparties en quatre poules. Les équipes de chaque groupe se rencontrent toutes une seule fois, les deux meilleures équipes de chaque groupe se qualifiant pour les quarts de finale. À partir des quarts de finale, les équipes jouent une phase à élimination directe.

## Participants
Le nombre de seize équipes participantes est déterminé comme suit :
- Les champions nationaux des dix associations de la CONMEBOL
- Le tenant du titre
- Un club additionnel attribué à la fédération organisatrice, ici le Paraguay.
- Un club additionnel attribué aux fédérations ayant eu les meilleurs résultats lors des saisons précédentes : Brésil, Chili, Colombie et Paraguay.

| Pays            | Équipe                 | Qualification                                                | Participation | Meilleur résultat             |
| --------------- | ---------------------- | ------------------------------------------------------------ | ------------- | ----------------------------- |
| Argentine       | San Lorenzo            | Champion du tournoi d'ouverture 2021                         | 2e            | Phase de groupes en 2009      |
| Bolivie         | Real Tomayapo          | Vainqueur de la Copa Simón Bolívar Femenina 2021             | 1re           | —                             |
| Brésil          | Ferroviária            | Tenantes du titre 2020                                       | 5e            | Championnes (2015, 2020)      |
| Brésil          | Corinthians            | Championne du Championnat du Brésil féminin de football 2020 | 4e            | Championnes (2017 et 2019)    |
| Brésil          | Kindermann/Avaí        | 2e du championnat du Brésil 2020                             | 2e            | Phase de groupes en 2020      |
| Chili           | Santiago Morning       | Championnes du Chili 2020                                    | 3e            | Quarts de finale 2019 et 2020 |
| Chili           | Universidad de Chile   | Vice-championnes du Chili 2020                               | 2e            | 4e place en 2020              |
| Colombie        | Deportivo Cali         | Championnes de Colombie 2021                                 | 1re           | —                             |
| Colombie        | Independiente Santa Fe | Vice-championnes de Colombie 2021                            | 3e            | Quarts de finale 2020         |
| Équateur        | Deportivo Cuenca       | Championnes d'Équateur 2021                                  | 2e            | Quarts de finale 2019         |
| Paraguay (hôte) | Cerro Porteño          | Championnes du Paraguay 2021                                 | 7e            | 3e place en 2014              |
| Paraguay (hôte) | Sol de América         | Vice-championnes du Paraguay 2021                            | 2e            | Phase de groupes en 2020      |
| Paraguay (hôte) | Deportivo Capiatá      | Troisièmes du Paraguay 2021                                  | 2e            | Phase de groupes en 2017      |
| Pérou           | Alianza Lima           | Championnes du Pérou 2021                                    | 1re           | —                             |
| Uruguay         | Club Nacional          | Championnes d'Uruguay 2020                                   | 5e            | Phase de groupes              |
| Venezuela       | Yaracuyanos            | Championnes du Venezuela 2021                                | 1re           | —                             |

## Compétition

### Phase de groupes

#### Groupe A
| Rang | Équipe                 | Pts | J | G | N | P | Bp | Bc | Diff |  | Résultats (▼ dom., ► ext.) |  |     |     |     |
| ---- | ---------------------- | --- | - | - | - | - | -- | -- | ---- |  | -------------------------- |  | --- | --- | --- |
| 1    | Ferroviária            | 7   | 3 | 2 | 1 | 0 | 5  | 1  | +4   |  | Ferroviária                |  | 0-0 | 2-1 | 3-0 |
| 2    | Independiente Santa Fe | 7   | 3 | 2 | 1 | 0 | 3  | 0  | +3   |  | Independiente Santa Fe     |  |     | 1-0 | 2-0 |
| 3    | Deportivo Cuenca       | 3   | 3 | 1 | 0 | 2 | 5  | 3  | +2   |  | Deportivo Cuenca           |  |     |     | 4-0 |
| 4    | Sol de América         | 0   | 3 | 0 | 0 | 3 | 0  | 9  | -9   |  | Sol de América             |  |     |     |     |

#### Groupe B
| Rang | Équipe           | Pts | J | G | N | P | Bp | Bc | Diff |  | Résultats (▼ dom., ► ext.) |  |     |     |     |
| ---- | ---------------- | --- | - | - | - | - | -- | -- | ---- |  | -------------------------- |  | --- | --- | --- |
| 1    | Kindermann/Avaí  | 7   | 3 | 2 | 1 | 0 | 6  | 1  | +5   |  | Kindermann/Avaí            |  | 2-1 | 0-0 | 4-0 |
| 2    | Cerro Porteño    | 6   | 3 | 2 | 0 | 1 | 4  | 2  | +2   |  | Cerro Porteño              |  |     | 1-0 | 2-0 |
| 3    | Santiago Morning | 4   | 3 | 1 | 1 | 1 | 5  | 2  | +3   |  | Santiago Morning           |  |     |     | 5-1 |
| 4    | Yaracuyanos      | 0   | 3 | 0 | 0 | 3 | 1  | 11 | -10  |  | Yaracuyanos                |  |     |     |     |

#### Groupe C
| Rang | Équipe               | Pts | J | G | N | P | Bp | Bc | Diff |  | Résultats (▼ dom., ► ext.) |  |     |     |     |
| ---- | -------------------- | --- | - | - | - | - | -- | -- | ---- |  | -------------------------- |  | --- | --- | --- |
| 1    | Deportivo Cali       | 9   | 3 | 3 | 0 | 0 | 14 | 1  | +13  |  | Deportivo Cali             |  | 4-1 | 2-0 | 8-0 |
| 2    | Alianza Lima         | 6   | 3 | 2 | 0 | 1 | 6  | 2  | +4   |  | Alianza Lima               |  |     | 1-0 | 5-0 |
| 3    | Universidad de Chile | 3   | 3 | 1 | 0 | 2 | 7  | 5  | +2   |  | Universidad de Chile       |  |     |     | 6-0 |
| 4    | Real Tomayapo        | 0   | 3 | 0 | 0 | 3 | 0  | 19 | -19  |  | Real Tomayapo              |  |     |     |     |

#### Groupe D
| Rang | Équipe            | Pts | J | G | N | P | Bp | Bc | Diff |  | Résultats (▼ dom., ► ext.) |  |     |     |     |
| ---- | ----------------- | --- | - | - | - | - | -- | -- | ---- |  | -------------------------- |  | --- | --- | --- |
| 1    | Corinthians       | 9   | 3 | 3 | 0 | 0 | 11 | 1  | +10  |  | Corinthians                |  | 5-1 | 2-0 | 4-0 |
| 2    | Club Nacional     | 6   | 3 | 2 | 0 | 1 | 6  | 5  | +1   |  | Club Nacional              |  |     | 2-0 | 3-0 |
| 3    | San Lorenzo       | 3   | 3 | 1 | 0 | 2 | 1  | 4  | -3   |  | San Lorenzo                |  |     |     | 1-0 |
| 4    | Deportivo Capiatá | 0   | 3 | 0 | 0 | 3 | 0  | 8  | -8   |  | Deportivo Capiatá          |  |     |     |     |

### Élimination directe
|  | Quarts de finale | Quarts de finale       | Quarts de finale       | Quarts de finale       |                        |                        | Demi-finales     | Demi-finales     | Demi-finales                  | Demi-finales                  |                               |                               | Finale           | Finale           | Finale           | Finale           |
|  |                  |                        |                        |                        |                        |                        |                  |                  |                               |                               |                               |                               |                  |                  |                  |                  |
|  | 12 novembre 2021 | 12 novembre 2021       | 12 novembre 2021       | 12 novembre 2021       |                        |                        | 15 novembre 2021 | 15 novembre 2021 | 15 novembre 2021              | 15 novembre 2021              |                               |                               | 21 novembre 2021 | 21 novembre 2021 | 21 novembre 2021 | 21 novembre 2021 |
|  | 12 novembre 2021 | 12 novembre 2021       | 12 novembre 2021       | 12 novembre 2021       |                        |                        | 15 novembre 2021 | 15 novembre 2021 | 15 novembre 2021              | 15 novembre 2021              |                               |                               | 21 novembre 2021 | 21 novembre 2021 | 21 novembre 2021 | 21 novembre 2021 |
|  | 1A               | Ferroviária            | 3                      | 3                      |                        |                        | 15 novembre 2021 | 15 novembre 2021 | 15 novembre 2021              | 15 novembre 2021              |                               |                               | 21 novembre 2021 | 21 novembre 2021 | 21 novembre 2021 | 21 novembre 2021 |
|  | 1A               | Ferroviária            | 3                      | 3                      |                        |                        | 15 novembre 2021 | 15 novembre 2021 | 15 novembre 2021              | 15 novembre 2021              |                               |                               | 21 novembre 2021 | 21 novembre 2021 | 21 novembre 2021 | 21 novembre 2021 |
|  | 2B               | Cerro Porteño          | 0                      | 0                      |                        |                        | 15 novembre 2021 | 15 novembre 2021 | 15 novembre 2021              | 15 novembre 2021              |                               |                               | 21 novembre 2021 | 21 novembre 2021 | 21 novembre 2021 | 21 novembre 2021 |
|  | 2B               | Cerro Porteño          | 0                      | 0                      | Ferroviária            | Ferroviária            | 1 (2)            | 1 (2)            |                               |                               |                               |                               | 21 novembre 2021 | 21 novembre 2021 | 21 novembre 2021 | 21 novembre 2021 |
|  | 12 novembre 2021 |                        |                        |                        | Ferroviária            | Ferroviária            | 1 (2)            | 1 (2)            |                               |                               |                               |                               | 21 novembre 2021 | 21 novembre 2021 | 21 novembre 2021 | 21 novembre 2021 |
|  |                  |                        | Independiente Santa Fe | Independiente Santa Fe | 1 (4)                  | 1 (4)                  |                  |                  |                               |                               |                               |                               | 21 novembre 2021 | 21 novembre 2021 | 21 novembre 2021 | 21 novembre 2021 |
|  | 1B               | Kindermann/Avaí        | Independiente Santa Fe | Independiente Santa Fe | 1 (4)                  | 1 (4)                  | 2(4)             | 2(4)             |                               |                               |                               |                               | 21 novembre 2021 | 21 novembre 2021 | 21 novembre 2021 | 21 novembre 2021 |
|  | 1B               | Kindermann/Avaí        | 16 novembre 2021       |                        |                        |                        | 2(4)             | 2(4)             |                               |                               |                               |                               | 21 novembre 2021 | 21 novembre 2021 | 21 novembre 2021 | 21 novembre 2021 |
|  | 2A               | Independiente Santa Fe | 2(5)                   | 2(5)                   |                        |                        |                  |                  |                               |                               |                               |                               | 21 novembre 2021 | 21 novembre 2021 | 21 novembre 2021 | 21 novembre 2021 |
|  | 2A               | Independiente Santa Fe | 2(5)                   | 2(5)                   | Independiente Santa Fe | Independiente Santa Fe | 0                | 0                |                               |                               |                               |                               |                  |                  |                  |                  |
|  | 13 novembre 2021 |                        |                        |                        | Independiente Santa Fe | Independiente Santa Fe | 0                | 0                |                               |                               |                               |                               |                  |                  |                  |                  |
|  |                  |                        | Corinthians            | Corinthians            | 2                      | 2                      |                  |                  |                               |                               |                               |                               |                  |                  |                  |                  |
|  | 1C               | Deportivo Cali         | Corinthians            | Corinthians            | 2                      | 2                      | 1                | 1                |                               |                               |                               |                               |                  |                  |                  |                  |
|  | 1C               | Deportivo Cali         |                        |                        |                        |                        |                  |                  |                               |                               |                               |                               |                  |                  |                  |                  |
|  | 2D               | Club Nacional          | 2                      | 2                      |                        |                        |                  |                  |                               |                               |                               |                               |                  |                  |                  |                  |
|  | 2D               | Club Nacional          | 2                      | 2                      | Club Nacional          | Club Nacional          | 0                | 0                | Match pour la troisième place | Match pour la troisième place | Match pour la troisième place | Match pour la troisième place |                  |                  |                  |                  |
|  | 13 novembre 2021 |                        |                        |                        | Club Nacional          | Club Nacional          | 0                | 0                | Match pour la troisième place | Match pour la troisième place | Match pour la troisième place | Match pour la troisième place |                  |                  |                  |                  |
|  |                  |                        | Corinthians            | Corinthians            | 8                      | 8                      |                  |                  | 18 novembre 2021              | 18 novembre 2021              | 18 novembre 2021              | 18 novembre 2021              |                  |                  |                  |                  |
|  | 1D               | Corinthians            | Corinthians            | Corinthians            | 8                      | 8                      | 3                | 3                | 18 novembre 2021              | 18 novembre 2021              | 18 novembre 2021              | 18 novembre 2021              |                  |                  |                  |                  |
|  | 1D               | Corinthians            |                        |                        |                        |                        |                  | 3                |                               |                               | Ferroviária                   | Ferroviária                   | 1(3)             | 1(3)             |                  |                  |
|  | 2C               | Alianza Lima           | 1                      | 1                      |                        |                        |                  |                  |                               |                               | Ferroviária                   | Ferroviária                   | 1(3)             | 1(3)             |                  |                  |
|  | 2C               | Alianza Lima           | 1                      | 1                      | Club Nacional          | Club Nacional          | 1(1)             | 1(1)             |                               |                               |                               |                               |                  |                  |                  |                  |
|  |                  |                        |                        |                        |                        |                        |                  |                  |                               |                               |                               |                               |                  |                  |                  |                  |

( ) = Tirs au but

#### Quarts de finale
| Quarts de finale | Ferroviária                       | 3 – 0   | Cerro Porteño |  |  |
| 12 novembre 2021 | Patrícia (de) 40e 67e · Laryh 49e | (1 – 0) |               |  |  |
| 12 novembre 2021 | Rapport                           |         |               |  |  |

| Quarts de finale | Kindermann/Avaí            | 2 – 2   | Independiente Santa Fe                              |  |  |
| 13 novembre 2021 | Lelê (de) 53e · Cássia 79e | (0 – 0) | 70e Liana Salazar (en) · 75e (pen.) Fany Gauto (en) |  |  |
| 13 novembre 2021 | Rapport                    |         |                                                     |  |  |
| 13 novembre 2021 | Tirs au but 5 – 6          |         |                                                     |  |  |

| Quarts de finale | Deportivo Cali    | 1 – 2   | Club Nacional                                       |  |  |
| 13 novembre 2021 | Linda Caicedo 10e | (1 – 1) | 19e Yamila Badell (en) · 77e Esperanza Pizarro (en) |  |  |
| 13 novembre 2021 | Rapport           |         |                                                     |  |  |

| Quarts de finale | Corinthians                           | 3 – 1   | Alianza Lima       |  |  |
| 14 novembre 2021 | Tamires 1re · Victória (en) 45+1e 53e | (2 – 1) | 12e Gladys Dorador |  |  |
| 14 novembre 2021 | Rapport                               |         |                    |  |  |

#### Demi-finales
| Demi-finale      | Ferroviária       | 1 – 1   | Independiente Santa Fe         |  |  |
| 15 novembre 2021 | Rafa Mineira 75e  | (0 – 1) | 42e (pen.) Gisela Robledo (en) |  |  |
| 15 novembre 2021 | Rapport           |         |                                |  |  |
| 15 novembre 2021 | Tirs au but 2 – 4 |         |                                |  |  |

| Demi-finale      | Club Nacional | 0 – 8   | Corinthians |  |  |
| 16 novembre 2021 |               | (0 – 1) | 11e Giovanna Campiolo (pt) · 49e Diany (pt) · 55e Victória (en) · 62e Gabi Portilho · 65e Jheniffer · 72e (pen.) Adriana · 81e Juliete · 89e Grazielle |  |  |
| 16 novembre 2021 | Rapport       |         | |  |  |

#### Finale et match pour la troisième place
| Match pour la 3e place | Ferroviária            | 1 – 1   | Club Nacional          |  |  |
| 18 novembre 2021       | Rafa Mineira 63e       | (0 – 1) | 21e Yamila Badell (en) |  |  |
| 18 novembre 2021       | Patrícia (de) 49e, 76e | Rapport |                        |  |  |
| 18 novembre 2021       | Tirs au but 3 – 1      |         |                        |  |  |

| Finale           | Independiente Santa Fe | 0 – 2   | Corinthians                     |  |  |
| 22 novembre 2021 |                        | (0 – 2) | 10e Adriana · 42e Gabi Portilho |  |  |
| 22 novembre 2021 | Rapport                |         |                                 |  |  |

### Statistiques individuelles
Source.
|     | Joueuse                | Club                   | Buts |
| --- | ---------------------- | ---------------------- | ---- |
| 1.  | Linda Caicedo          | Deportivo Cali         | 5    |
| 2.  | Tatiana Ariza          | Deportivo Cali         | 4    |
| 2.  | Jheniffer              | Corinthians            | 4    |
| 2.  | Victória (en)          | Corinthians            | 4    |
| 5.  | Yamila Badell (en)     | Club Nacional          | 3    |
| 5.  | Rebeca Fernández (en)  | Universidad de Chile   | 3    |
| 5.  | Rafa Mineira           | Ferroviária            | 3    |
| 5.  | Madelin Riera (en)     | Deportivo Cuenca       | 3    |
| 5.  | Tamires                | Corinthians            | 3    |
| 10. | Adriana                | Corinthians            | 2    |
| 10. | Diany (pt)             | Corinthians            | 2    |
| 10. | Gladys Dorador         | Alianza Lima           | 2    |
| 10. | Fany Gauto (en)        | Independiente Santa Fe | 2    |
| 10. | Grazielle              | Corinthians            | 2    |
| 10. | Lelê                   | Kindermann/Avaí        | 2    |
| 10. | Paula Medina           | Deportivo Cali         | 2    |
| 10. | Esperanza Pizarro (en) | Club Nacional          | 2    |
| 10. | Cássia Soares          | Kindermann/Avaí        | 2    |
| 10. | Patricia Sochor        | Ferroviária            | 2    |
| 20. | 33 joueuses            | 33 joueuses            | 1    |